# Valery M. Ortiz
Valerie Milagros Ortiz (San Juan, Porto Rico, 1 de agosto de 1984) é uma atriz porto riquenha, mais conhecida por seu trabalho como Madison Duarte na série de televisão South of Nowhere e pelo seu papel no filme Date Movie. Além disso, Valery foi eleita uma das 25 latinas mais belas de 2006, pela revista Maxim em espanhol, e já foi apresentadora de um programa da Nickelodeon, Splat!.
Ela nasceu em San Juan e cresceu em Orlando, na Flórida, e só quando tinha uma certa ideade, foi para Los Angeles, na Califórnia, onde trabalha e vive até hoje. Ela gosta de ler, decorar e escrever.

## Filmografia

### Televisão
- 2007 What About Brian como Roxanne
- 2006 South of Nowhere como Madison Duarte
- 2006 Emily's Reasons Why Not como garçonete

### Cinema
- 2007 From a Place of Darkness como Rosa
- 2006 Date Movie como Jell-O
- 1997 Girl Crazy como Mia